# Miles Tulett
Miles Tulett (Sydney, 24 december 1987) is een voormalig televisiepresentator en mediapersoonlijkheid. Hij was presentator van de Australische gametalkshow Good Game, waar hij ook bekendstond als Dr Daneel.

## Biografie
Tulett werd op 24 december 1987 geboren in Sydney en groeide op in een suburb ervan, Mount Kuring-gai. Hij werkte eerst in een callcenter en werd op 19 september 2006 presentator bij Good Game bij het onderdeel Build Your Own Machine. In 2007 begon het tweede seizoen en hij werd presentator bij het onderdeel Ask the Doc, waarbij hij antwoorden gaf op computervragen van kijkers.
Na het tweede seizoen van Good Game stopte Tulett om zijn studie op de universiteit af te ronden. Op 24 augustus 2009 werd hij geïnterviewd naar aanleiding van de 100e aflevering van Good Game. Tulett werkte hierna bij Allianz als server build manager en als core application support specialist. Hij richtte ook een computerbedrijf op, ThrustPC.